# Santa Maria del Focallo
Santa Maria del Focallo (Santa Maria ro Fucaddu in siciliano) è una frazione balneare del comune di Ispica, nel Libero consorzio comunale di Ragusa, in Sicilia.
Dista circa 9 km dal capoluogo comunale.

## Geografia fisica
È una località balneare che si estende per circa 8 km. Insieme all'attigua Marina Marza, si popola principalmente in estate, soprattutto grazie all'afflusso di turisti e cittadini ispicesi e dei comuni limitrofi (Pozzallo, Modica e Rosolini). La frazione è caratterizzata da un esteso arenile e da una striscia di vegetazione spontanea protetta, composta principalmente da acacie. Di particolare interesse naturalistico è la pineta.

## Storia
La presenza di abitatori in questa zona è testimoniata già in epoca greca (VIII-III secolo a.C.) grazie al ritrovamento di reperti dell'epoca, in particolare nei pressi di Contrada Porrello
Il nome deriva da un'antica chiesetta presente sulla costa, andata distrutta durante il terremoto del 1693 e dedicata alla Madonna del Focallo, ma si suppone che il termine derivi da Ficallo, che probabilmente significa "luogo pieno di alghe" (da phuke, "alghe").
Diversi avvenimenti storici hanno caratterizzato la zona, come la Prima Guerra Punica e lo sbarco alleato in Sicilia del 10 luglio 1943.
È stata proposta la creazione della frazione di Marina di Ispica, unendo Santa Maria del Focallo con le vicine frazioni della Marza e della Marina della Marza.

## Economia

### Turismo
In ambito internazionale, dal 2011, la località ha trovato conferma della propria qualità ambientale con il riconoscimento della Bandiera Blu, assegnato dalla FEE, a indicare l'ottimo stato di salute delle acque marine della costa, e la qualità ambientale complessiva della zona, e dal 2015 della Bandiera Verde, assegnata alle spiagge più adatte ai bambini.

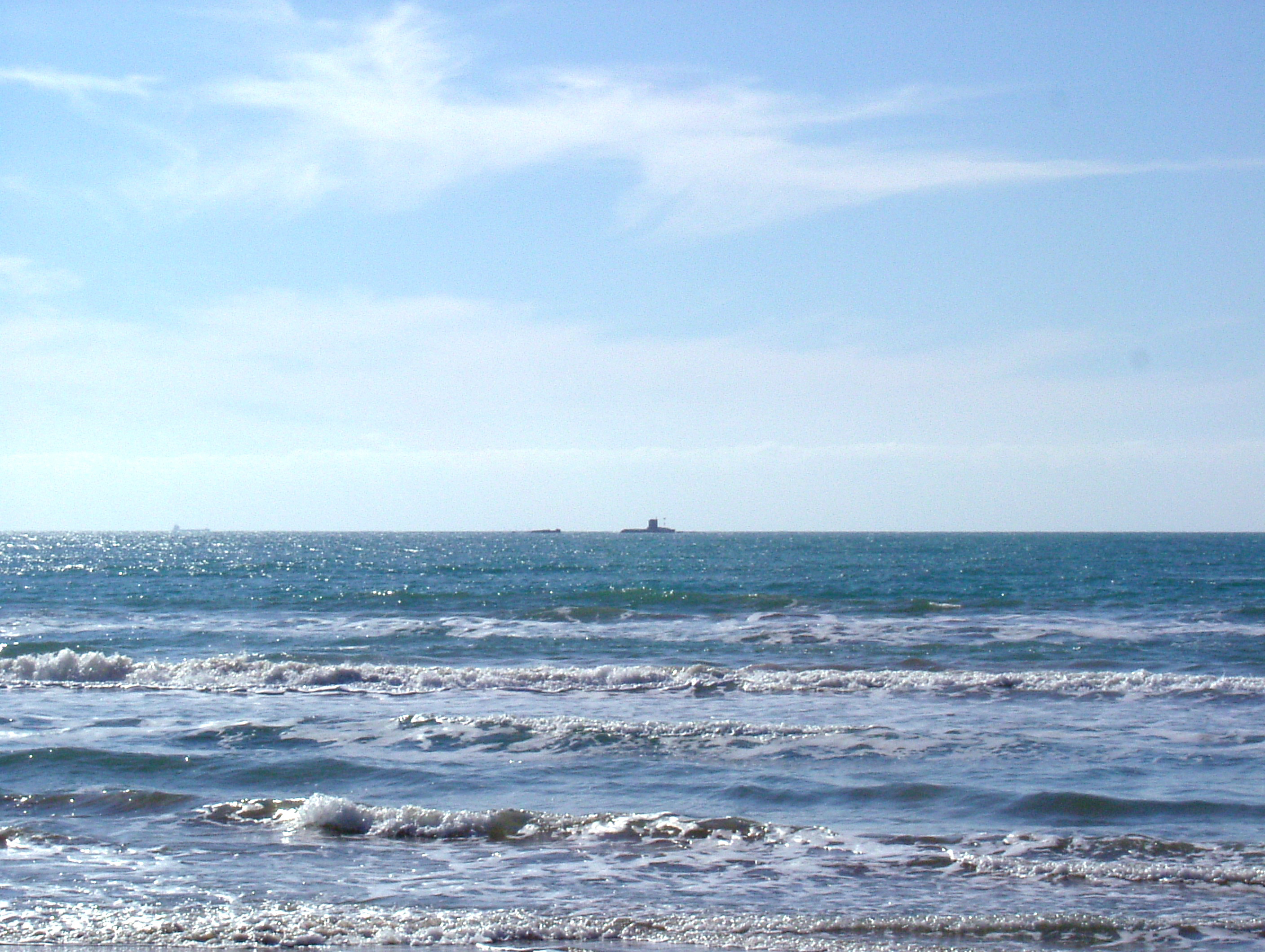
Vista dell'Isola dei Porri dalla costa di Marina di Marza.